# Порфирьев, Борис Александрович
Бори́с Алекса́ндрович Порфи́рьев (24 июля 1919, Советск, Вятская губерния — 3 января 1990, Киров) — писатель-фронтовик, редактор, член Союза писателей СССР.

## Биография
Родился 24 июля 1919 года в Советске (до 9 августа 1918 — слобода Кукарка) в семье служащего. После окончания школы поступил в Политпросветинститут им. Крупской на музейно-краеведческий факультет. Этот Ленинградский институт был расформирован, и Порфирьев переведён со всем курсом на исторический факультет университета. Учёбу он совмещал с работой в литейном цехе «Электросилы», во время войны — фрезеровщиком и строгальщиком на заводе «Красный инструментальщик». Увлекался спортом. Добился призыва в армию.
Участник Великой Отечественной войны: в 1942—1943 годах года воевал на Ленинградском фронте в должности химика 117-й отдельной роты химической защиты 72-й стрелковой дивизии. Ефрейтор. Был дважды ранен.
Писать Б. А. Порфирьев начал на фронте, его стихи, очерки, небольшие рассказы печатались в различных газетах. Началом же творческой биографии сам Борис Александрович считал публикацию цикла фронтовых рассказов в 1945—1946 гг. в журнале «Огонёк». В 1947 году рассказы вошли в его первую книжку «Мои товарищи», вышедшую в Кирове.
В 1947 и 1950 гг. был участником первого и второго Всесоюзных совещаний молодых писателей в Москве, в 1949 году был принят в Союз писателей СССР.
Начиная с повести «Мяч в сетке», изданной в 1950 году в Ленинграде, писатель обращается к очень интересной и, можно сказать, неразработанной теме — теме спорта. В последующие годы в Москве, Горьком, Кирове, Петрозаводске выходят его книги: «Цветы получает победитель», «Ветер», «Рекордная высота», «Бенефис Ефима Верзилина», «Цирк „Гладиатор“», «Чемпионы», «И вечный бой…», «Мяч и цветы», «Летящая надо льдом» и другие. Писатель посвящает себя спортивной теме. Люди спорта у Порфирьева всегда живут полной жизнью, они не оторваны от общих забот, бед, радостей. Зная специфику разных видов спорта, писатель изображает и борцов, и футболистов, и конькобежцев, и велогонщиков, и хоккеистов. Рассказы Б. Порфирьева печатались также в журнале «Физкультура и спорт», альманахах «Молодая гвардия» и «Кировская новь», сборниках. Писатель хранил письма, в которых подростки сообщают, что его произведения привели их на стадион, на лыжню, в спортивный зал. Две книги переведены на иностранные языки. Повесть «Мяч в сетке» переведена на болгарский язык и выпущена в Софии. Книга «Рекордная высота» была переведена на китайский язык и издана в Пекине.
Борис Порфирьев — автор около 40 книг, изданных в Москве, Петрозаводске, Кирове. Некоторые из них переведены на иностранные языки. Главными в творчестве стали спортивная тема, тема войны и труда. Документальные повести «Хозяин кладовой солнца» и «Золотая шина» рассказывают о Героях труда. Крупнейшие литературные творения Порфирьева — роман-дилогия «Борцы», «Чемпионы» — посвящены в том числе истории города Кирова, истории вятского спорта. Эту трилогию можно назвать энциклопедией спортивной жизни России на протяжении 50 лет прошлого век. Главные герои его повестей «Летящая надо льдом», «Мяч в сетке», «И вечный бой…», сборника рассказов «Путевка в мужество» — люди спорта, волевые, целеустремленные, добивающиеся успехов и побед. Эти человеческие качества не могут не импонировать и современному читателю. Его произведения не потеряли актуальности и сегодня. Они учат любви, верности, мужеству, патриотизму. Книги этого автора легко читаются и сейчас.
В течение многих лет Борис Александрович работал в Кировском книжном издательстве.
Умер Борис Александрович Порфирьев 3 января 1990 года в Кирове.

## Награды
- орден Отечественной войны I степени (11.3.1985)
- орден «Знак Почёта» (23.7.1979)[1]
- 11 медалей.

## Память
- В 1999 году на фасаде дома № 28 по улице Маклина, где жил писатель, была открыта мемориальная доска с текстом: «В этом доме с 1978 по 1990 год жил известный писатель-фронтовик, автор романов о Великой Отечественной войне и вятских выдающихся спортсменах Б. А. Порфирьев»[2].
- 29 июля 2004 года в клубе ветеранов города Кирова прошёл вечер памяти Бориса Александровича Порфирьева, в котором принял участие председатель Союза писателей Кировской области Владимир Ситников и сын писателя Юрий Борисович Порфирьев[3].
- В 2010 году имя писателя Бориса Порфирьева присвоено кировской библиотеке[4].
- 24 июля 2014 года в библиотеке № 14 им. Б. А. Порфирьева состоялось торжественное мероприятие, посвященное вручению первой муниципальной литературной премии имени Бориса Александровича Порфирьева[5].